# کلودین شاول
 کلودین شاول (انگلیسی: Claudine Schaul؛ زادهٔ ۲۰ اوت ۱۹۸۳) یک تنیس‌باز اهل لوکزامبورگ است.